# ワイルの指標公式
数学において，表現論におけるワイルの指標公式（英: Weyl character formula）はコンパクトリー群の既約表現の指標を最高ウェイトのことばで記述する．Hermann Weyl (1925, 1926a, 1926b) によって証明された．
定義により，G の表現 r の指標は群 G の元 g の関数としての r(g) のトレースである．この場合既約表現はすべて有限次元である（これはピーター・ワイルの定理の一部である）．よってトレースの概念は線型代数学の通常のものである．r の指標 ξ を知ることは r 自身の良い代替であり，アルゴリズム的内容を持ち得る．ワイルの公式は G から構成される他の対象と G のリー環のことばで ξ を閉じた式で表す．ここで問題の表現は複素でありしたがって一般性を失うことなくユニタリ表現である；したがって既約は直既約，つまり2つの部分表現の直和でないことと同じ意味である．

## ワイルの指標公式の主張
複素半単純リー環 {\displaystyle {\mathfrak {g}}} の既約表現 V の指標は次で与えられる：
{\displaystyle \operatorname {ch} (V)={\frac {\sum _{w\in W}\varepsilon (w)e^{w(\lambda +\rho )}}{e^{\rho }\prod _{\alpha \in \Delta ^{+}}(1-e^{-\alpha })}}}
ここで
- W はワイル群，
- Δ+ はルート系 Δ の正ルート全体からなる部分集合，
- ρ は正ルートの half sum,
- λ は既約表現 V の最高ウェイト（英語版），
- ε(w) はカルタン部分環 {\displaystyle {\mathfrak {h}}\subset {\mathfrak {g}}} 上の w の作用の行列式．これは {\displaystyle (-1)^{\ell (w)}} に等しい，ただし {\displaystyle \ell (w)} はワイル群の元の長さであり，w を単純ルートに関する鏡映の積で表す最小の個数と定義される．

ワイルの分母公式を用いて，指標公式は次のように書きなおすことができる：
{\displaystyle \operatorname {ch} (V){\sum _{w\in W}\varepsilon (w)e^{w(\rho )}}=\sum _{w\in W}\varepsilon (w)e^{w(\lambda +\rho )}.}
指標はそれ自身たくさんの exponentials の和であることに注意．そして exponentials の交代和を指標に掛ける．指標公式の驚くべき部分は，この積を計算したとき，少ない個数の項しか実際には残らないことである．これよりも多くの項が指標やワイルの分母の積において少なくとも1度現れるが，これらの項のほとんどは打ち消しあって 0 になる．生き残る項は1度しか現れない項だけである，すなわち eλ + ρ（ch(V) の最高ウェイトとワイルの分母の最高ウェイトを取ることによって得られる）と eλ + ρ のワイル群軌道のものである．
コンパクト連結リー群 G の既約表現 V の指標は
{\displaystyle \operatorname {ch} (V)={\frac {\sum _{w\in W}\varepsilon (w)\xi _{w(\lambda +\rho )-\rho }}{\prod _{\alpha \in \Delta ^{+}}(1-\xi _{-\alpha })}}}
で与えられる，ただし ξα は極大トーラス T のリー環 {\displaystyle {\mathfrak {t}}_{0}} 上の微分 α の T 上の指標である．
ρ が T の指標の微分であるとき，たとえば G が単連結であるとき，これは次のように書き直せる：
{\displaystyle \operatorname {ch} (V)={\frac {\sum _{w\in W}\varepsilon (w)\xi _{w(\lambda +\rho )}}{\xi _{\rho }\prod _{\alpha \in \Delta ^{+}}(1-\xi _{-\alpha })}}={\frac {\sum _{w\in W}\varepsilon (w)\xi _{w(\lambda +\rho )}}{\sum _{w\in W}\varepsilon (w)\xi _{w(\rho )}}}.}

## ワイルの分母公式
自明な1次元表現という特別な場合には指標は 1 であり，したがってワイルの指標公式はワイルの分母公式 (Weyl denominator formula) となる：
{\displaystyle {\sum _{w\in W}\varepsilon (w)e^{w(\rho )}=e^{\rho }\prod _{\alpha \in \Delta ^{+}}(1-e^{-\alpha })}.}
特殊ユニタリ群に対しては，これはヴァンデルモンドの行列式に対する次の式と同値である：
{\displaystyle \sum _{\sigma \in S_{n}}\operatorname {sgn}(\sigma )\,X_{1}^{\sigma (1)-1}\cdots X_{n}^{\sigma (n)-1}=\prod _{1\leq i<j\leq n}(X_{j}-X_{i}).}

## ワイルの次元公式
単位元のトレースへの特殊化により，ワイルの指標公式は最高ウェイト Λ の有限次元表現 VΛ の次元に対するワイルの次元公式
{\displaystyle \dim(V_{\Lambda })={\prod _{\alpha \in \Delta ^{+}}(\Lambda +\rho ,\alpha ) \over \prod _{\alpha \in \Delta ^{+}}(\rho ,\alpha )}}
を与える．（いつもどおり，ρ はワイルベクトルであり，積は正ルート α を走る．）特殊化は全く自明ではない，なぜならばワイルの指標公式の分子と分母はともに単位元において高次に消えるから，単位元に近づく元のトレースの極限を取る必要があるからである．

## フロイデンタールの公式
ハンス・フロイデンタール (Hans Freudenthal) の公式はワイルの指標公式と同値なウェイトの重複度の再帰的公式であるが，和の項がはるかに少なく，計算に用いるのが容易なことがある．それは次のような公式である：
{\displaystyle (\|\Lambda +\rho \|^{2}-\|\lambda +\rho \|^{2})m_{\Lambda }(\lambda )=2\sum _{\alpha \in \Delta ^{+}}\sum _{j\geq 1}(\lambda +j\alpha ,\alpha )m_{\Lambda }(\lambda +j\alpha )}
ただし
- Λ は最高ウェイトで，
- λ は何か別のウェイトで，
- mΛ(λ) は既約表現 VΛ におけるウェイト λ の重複度で，
- ρ はワイルベクトルで，
- 最初の和はすべての正ルート α を渡る．

## ワイル・カッツの指標公式
ワイルの指標公式はカッツ・ムーディ代数の可積分最高ウェイト表現に対しても成り立ち，ワイル・カッツの指標公式と呼ばれる．同様にカッツ・ムーディ代数に対する分母公式もあり，アフィンリー環の場合にはマクドナルド恒等式と同値である．A1 型のアフィンリー環という最も単純な場合には，これはヤコビの三重積公式である：
{\displaystyle \prod _{m=1}^{\infty }\left(1-x^{2m}\right)\left(1-x^{2m-1}y\right)\left(1-x^{2m-1}y^{-1}\right)=\sum _{n=-\infty }^{\infty }(-1)^{n}x^{n^{2}}y^{n}.}
指標公式は一般カッツ・ムーディ代数の可積分最高ウェイト表現にも拡張でき，指標は
{\displaystyle {\sum _{w\in W}(-1)^{\ell (w)}w(e^{\lambda +\rho }S) \over e^{\rho }\prod _{\alpha \in \Delta ^{+}}(1-e^{-\alpha })}}
によって与えられる．ここで S は虚単純ルートのことばで
{\displaystyle S=\sum _{I}(-1)^{|I|}e^{\Sigma I}\,}
によって与えられる訂正項である，ただし和はどの2つも直交し最高ウェイト λ に直交する虚単純ルートのすべての有限部分集合 I を走り，|I| は I の濃度で，ΣI は I の元全体の和である．
モンスターリー環の分母公式は楕円モジュラー関数 j の積公式
{\displaystyle j(\tau )-j(\tau ')={1 \over q}\prod _{n,m=1}^{\infty }(1-q^{n}{q'}^{m})^{c_{nm}}}
である（ここでc_nはj関数のq展開におけるq^nの係数）．
Peterson は対称化可能（一般）カッツ・ムーディ代数のルート β の重複度 mult(β) の再帰公式を与え，これはワイル・カッツの分母公式と同値であるが，計算に用いるのが容易である：
{\displaystyle (\beta ,\beta -2\rho )c_{\beta }=\sum _{\gamma +\delta =\beta }(\gamma ,\delta )c_{\gamma }c_{\delta }\,}
ただし和は正ルート γ, δ を渡り，
{\displaystyle c_{\beta }=\sum _{n\geq 1}{\operatorname {mult} (\beta /n) \over n}}
である．

## ハリシュ゠チャンドラの指標公式
ハリシュ゠チャンドラ (Harish-Chandra) は，ワイルの指標公式を実簡約群の表現へと一般化できることを示した．π を無限小指標 λ をもつ実簡約群 G の既約許容表現とする．Θπ を π のハリシュ゠チャンドラ指標とする; it is given by integration against an analytic function on the regular set. H が G のカルタン部分群で H′ が H の正則元全体の集合であるとき，
{\displaystyle \Theta _{\pi }|_{H'}={\sum _{w\in W/W_{\lambda }}a_{w}e^{w\lambda } \over e^{\rho }\prod _{\alpha \in \Delta ^{+}}(1-e^{-\alpha })}}
である．ここで
- W は GC に関する HC の複素ワイル群で
- Wλ は λ の W における安定化群で

残りの記号は上のとおりである．
係数 aw はまだよく理解されていない．これらの係数に関する結果はとりわけ Herb, Adams, Schmid, Schmid-Vilonen の論文に書かれている．